# Choerodon margaritiferus
Choerodon margaritiferus är en fiskart som beskrevs av Fowler och Bean 1928. Choerodon margaritiferus ingår i släktet Choerodon och familjen läppfiskar. IUCN kategoriserar arten globalt som livskraftig. Inga underarter finns listade i Catalogue of Life.